# Imperial State Electric
Imperial State Electric är ett rockband som bildades av före detta The Hellacopters-frontmannen Nicke Andersson (sång och gitarr), Dolph de Borst från The Datsuns (sång och bas), Tobias Egge (sång och gitarr) och Tomas Eriksson från Captain Murphy (trummor). Bandet släppte sitt självbetitlade debutalbum Imperial State Electric den 28 maj 2010.

## Historik
Efter att The Hellacopters splittrades 2008 började Andersson arbeta med ett studioalbum med åtta låtar där han spelade alla instrument själv. Andersson tyckte dock att det vore bättre att bilda ett band. Han fick med Dolph de Borst, Tobias Egge och Tomas Eriksson, alla tidigare medlemmar i Anderssons coverband Cold Ethyl, som han bildade strax efter The Hellacopters splittrades. Under inspelningen av skivan fick Andersson även hjälp från några gamla vänner, bland annat Dregen (Backyard Babies), Anders Lindström (The Hellacopters och The Diamond Dogs), Robert Pehrsson (Thunder Express och Dundertåget) och Neil Leyton m.fl.

## Medlemmar
Ordinarie medlemmar
- Nicke Andersson – sång, gitarr
- Dolph de Borst – basgitarr, sång
- Tobias Egge – gitarr, sång
- Tomas Eriksson – trummor
- Robert Pehrsson – gitarr, bakgrundssång

Bidragande musiker
- Dregen – gitarr, sång
- Neil Leyton – sång
- Anders Lindström – gitarr, keyboard
- Inge Johansson – basgitarr
- Johanna Dahl – cello
- Johannes Borgström – piano
- Mikael Sjöström – viola
- Kristina Ebbersten – violin
- Malin My-Wall – violin
- Clarisse Muvemba – sång
- Linn Segolson – sång

## Diskografi
Studioalbum
- 2010 – Imperial State Electric
- 2012 – Pop War
- 2013 – Reptile Brain Music
- 2015 – Honk Machine
- 2016 – All through the night

Livealbum
- 2018 – Anywhere Loud

EP
- 2011 – In Concert!
- 2014 – Eyes

Singlar
- 2010 – That's Where It's At
- 2010 – Resign
- 2011 – Wail Baby Wail
- 2011 – You Don’t Want To Know
- 2012 – Sheltered in the Sand
- 2012 – Can't seem to shake it of my mind
- 2012 – I Ain’t Gonna Be History
- 2013 – Uh Huh
- 2013 – Reptile Brain
- 2014 – What You Want
- 2015 – (Why Don't You) Leave it Alone

Splitsinglar
- 2010 – Castaway (med Bloodlights)
- 2012 – Cagey Cretins (med Smoke Mohawk)
- 2013 – Policy Of Truth (med Mary's Kids)